# Leucodon andrewsianus
Leucodon andrewsianus är en bladmossart som beskrevs av William Dean Reese och Lewis Edward Anderson 1997. Leucodon andrewsianus ingår i släktet Leucodon och familjen Leucodontaceae. Inga underarter finns listade i Catalogue of Life.